# Ruy Garcia Marques
Ruy Garcia Marques (Bom Jesus do Itabapoana, 21 de fevereiro de 1955) é um médico brasileiro.
Foi eleito membro da Academia Nacional de Medicina em 2013, ocupando a Cadeira 96, da qual Rodolpho Albino é o patrono.
Marques foi presidente da FAPERJ entre 2007 e 2015, e reitor da Universidade do Estado do Rio de Janeiro entre 2016 e 2019.